# Визи, Томас, 3-й виконт де Вески
Подполковник Томас Веси, 3-й виконт де Вески и 4-й барон Кнаптон (англ. Thomas Vesey, 3rd Viscount de Vesci and 4th Baron Knapton; 21 сентября 1803 — 23 декабря 1875) — англо-ирландский пэр и консервативный политик.

## Происхождение
Родился 21 сентября 1803 года. Старший сын Джона Визи, 2-го виконта де Вески (1771—1855), и Фрэнсис Летиции Браунлоу (? — 1840), дочери англо-ирландского политика Уильяма Браунлоу.

## Политическая карьера
Достопочтенный Джон Веси был членом Палаты общин Великобритании от графства Куинс в 1835—1837 и 1841—1852 годах.
19 октября 1855 года после смерти своего отца Томас Визи унаследовал титулы 3-го виконта де Вески в Эбби-Лейкс в графстве Куинс (Пэрство Ирландии), 4-го барона Кнаптона в графстве Куинс (Пэрство Ирландии) и 5-го баронета Визи (Баронетство Ирландии).
В 1857—1875 годах — ирландский пэр-представитель в Палате лордов Великобритании.

## Брак и потомство
19 сентября 1839 года будущий лорд де Вески женился на леди Эмме Герберт (23 августа 1819 — 10 октября 1884), младшей дочери генерала Джорджа Августа Герберта, 11-го графа Пембрука, и Кэтрин Воронцовой. Она основала Abbeyleix Baby Linen Society, кооператив, предоставляющий женщинам доступ к доступной детской одежде . У супругов было пятеро детей:
- Достопочтенная Беатриса Шарлотта Элизабет Визи (? — 15 января 1876), в 1874 году она вышла замуж за Ричарда Гровенора, 1-го барона Столбрида, от брака с которым у неё была одна дочь
- Достопочтенная Джорджиана Мэри Визи (? — 7 ноября 1923), незамужняя
- Достопочтенная Фрэнсис Изабелла Кэтрин Визи (26 мая 1840 — 31 октября 1915), в 1861 году она вышла замуж за Джона Тинна, 4-го маркиза Бата, от брака с которым у неё было шестеро детей
- Джон Роберт Уильям Визи, 4-й виконт де Вески (21 мая 1844 — 6 июля 1903), старший сын и преемник отца
- Капитан Достопочтенный Юстас Визи (31 января 1851 — 18 ноября 1886), в 1877 году он женился на достопочтенной Констанции Мэри Лоули, от брака с которой у него было четверо детей.

## Смерть и наследование
Лорд де Веси скончался 23 декабря 1875 года в возрасте 72 лет, и ему наследовал его старший сын Джон Визи, 4-й виконт де Веси.